# Wladyslaw Waghalter

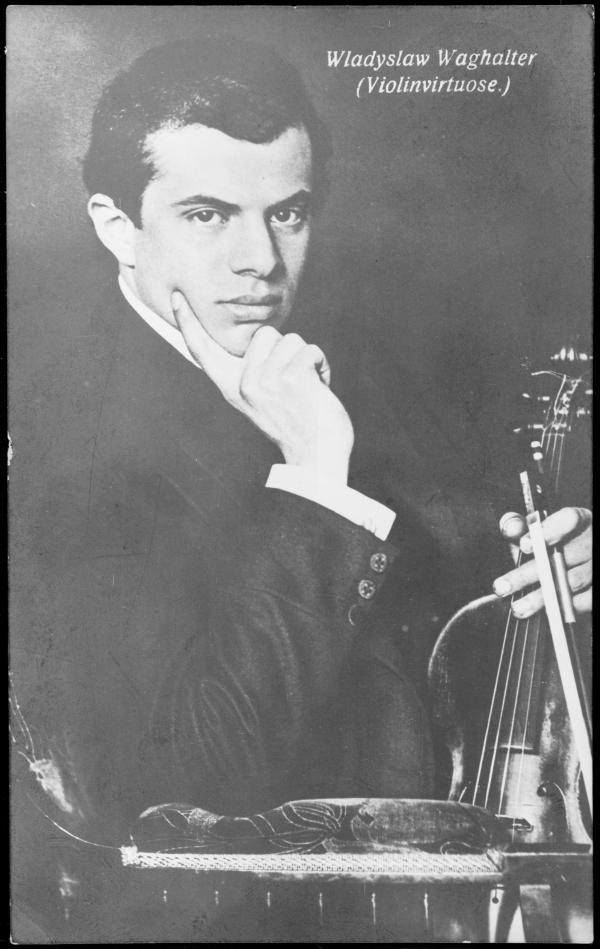
Wladyslaw Waghalter

Wladyslaw Waghalter (* 1. Juni 1885 in Warschau; † 20. Oktober 1940 in Berlin) war ein polnischer Geiger und Pianist.

## Leben
Wladyslaw (auch: Waldislaw) Waghalter stammte aus einer jüdischen Familie, die sich im 17. Jahrhundert in Polen niederließ. Seine Eltern waren der Trompeter Abram Waghalter (* 1841 Warschau; † 1905 daselbst) und Krussa (Carola) Waghalter, geb. Schulz (* 1840/41; † 1928 Warschau), die ebenfalls Musikerin war. Wladyslaw war ein Bruder von Henryk und Ignatz Waghalter.
Er studierte bei Izydor Lotto in Warschau und von Herbst 1900 bis Herbst 1903 an der Hochschule für Musik in Berlin Violine bei Andreas Moser und Joseph Joachim. 1903 und 1905 erhielt er den Mendelssohn-Preis,  ein Stipendium zur Förderung talentvoller Musiker. 1905 zog er nach Stuttgart, wo er Konzertmeister der Hofkapelle wurde. Von 1912 bis 1933 war Waghalter Konzertmeister des Orchesters des Deutschen Opernhauses in Charlottenburg. Danach war er bei Veranstaltungen des Kulturbunds Deutscher Juden tätig.
Er förderte die polnische Musik in Deutschland, darunter Werke von Mieczysław Karłowicz und Karol Szymanowski.
Er trat als Solist und Kammermusiker auf, so ab 1919 als erster Geiger des Waghalter-Quartetts mit Alfred Kolb (2. Violine), Emil Kornsand (Bratsche) und Hans Kraus (Cello).
Wladyslaw Waghalter starb am 20. Oktober 1940 in seiner Wohnung in Berlin-Wilmersdorf an den Folgen eines Herzinfarkts, nachdem er eine Vorladung zur Gestapo erhalten hatte. Er wurde am 27. Oktober 1940 auf dem Jüdischen Friedhof Berlin-Weißensee beerdigt.

Am 16. Juni 2022 wurden vor dem Haus in der Brandenburgischen Straße 43, in dem die Familie Waghalter ab 1913 wohnte, für ihn, seine Ehefrau und die Tochter Ruth drei Stolpersteine verlegt.

## Familie
Wladyslaw Waghalter heiratete im Juli 1910 in London-Hackney Johanna (Janka) Neumanovics (* 9. Oktober 1883 in Lugosch; ermordet 1943 im KZ Auschwitz). Das Ehepaar hatte zwei Töchter:
Jolantha Waghalter (* 22. Januar 1912 in Berlin; † 18. August 1984 in Lima) und Ruth Waghalter (* 24. April 1914 in Berlin; ermordet 1943 im KZ Auschwitz).

## Tondokumente
Aufnahmen für die Schellackplatte finden sich auf dem Label Parlophon mit dem Hekking-Trio (mit Anton Hekking, Cello und Eduard Mörike, Klavier) sowie dem Stabernack-Trio (mit Carl Stabernack, Müstel Kunstharmonium und Friedrich Kark, Klavier) (aufgenommen 1919 und 1920), mit dem Waghalter-Quartett auf Anker-Record (um 1922). Eingespielt wurden u. a. einzelne Sätze aus Werken von Haydn, Beethoven, Schubert und Mendelssohn Bartholdy.